# Judith Hackett
Judith Hackett är en engelsk film- och TV-producent.

## Producent
- 2004 – The Queen of Sheba's Pearls
- 2003 - Alibi